# Animex
Le Festival international d'animation et de jeux vidéo Animex a lieu chaque année dans les villes de Middlesbrough, Gateshead et Stockton-on-Tees dans le nord-est de l'Angleterre.
Le festival est clairement orienté sur l'aspect créatif de l'industrie du jeu et de l'animation et a pour but de fournir aux animateurs, réalisateurs, étudiants, artistes, concepteurs, scénaristes et enseignants un forum grâce auquel ils peuvent partager leurs connaissances et capacités, et promouvoir l'art de l'animation et des jeux vidéo.
Animex a commencé par une série de conférences données sur deux jours par des animateurs à l'université de Teesside (en) en février 2000, et s'est rapidement développé pour devenir un festival d'une semaine chaque février, incluant deux jours consacrés aux jeux vidéo (Animex Game). Il comprend également d'autres évènements simultanés, ayant lieu à plusieurs autres endroits comme l'Arden Theatre Company à Stockton-on-Tees, le Centre d'Art Contemporain BALTIC à Gateshead, le complexe de cinémas Cineworld de Middlesbrough, le Riverside Stadium, et quelques écoles locales.
Le festival est composé de plusieurs évènements différents, comme la remise des prix d'animation (Animex Student Animation Awards), qui compte des compétiteurs venant du monde entier, l'Animex Game, l'Animex Lounge et l'Animex Talk!, qui offre aux gens l'occasion de rencontrer des sommités, et l'Animex Street et l'Animex Town, incluant des personnes de la région.
Le festival a accueilli plusieurs invités prestigieux comme les professionnels Mark Walsh (animateur chez Pixar), Curtis Jobling (concepteur de Bob le bricoleur), le concepteur de niveaux de jeu Richard "Levelord" Gray, Blitz Games, Ernest Adams, Chris Crawford et le professeur Stuart Sumida.
Animex a lieu à l'université de Teesside (en), conduit par des maîtres de conférence spécialisés en animation et en jeux vidéo.
| Directeur du Festival | Chris Williams  |
| Animex Game           | Gabrielle Kent  |
| Animex Screen         | Kath O' Connor  |
| Animex Student Awards | Justin Greetham |
| Animex Street         | Dougie Pincott  |